# صادق‌آباد (جاجرم)
صادق‌آباد روستایی در دهستان میان دشت بخش مرکزی شهرستان جاجرم استان خراسان شمالی ایران است.روستای دَلقَند در فاصله ۸۰۰ متری این روستا است.

## جمعیت
بر پایه سرشماری عمومی نفوس و مسکن در سال ۱۳۹۵ جمعیت این مکان ۳۵۳ نفر (۱۰۸خانوار) بوده‌است.